# Vandellia punctata
Vandellia punctata är en tvåhjärtbladig växtart som beskrevs av David Prain. Vandellia punctata ingår i släktet Vandellia och familjen Linderniaceae. Inga underarter finns listade i Catalogue of Life.